# Edmond (Oklahoma)
Edmond je městem v americkém státě Oklahoma a součástí metropolitní oblasti hlavního města Oklahoma City. Podle sčítání lidu v roce 2010 zde žilo 81 405, což znamená, že je šestým největším městem Oklahomy. Rozloha činí 227,8 kilometrů čtverečních. Edmondem prochází dvě významné dopravní tepny U.S. Route 77 a Interstate 35.

## Geografie
Edmond se nachází severně od Oklahoma City v okresu Oklahoma. Podle United States Census Bureau město má celkovou rozlohu 228 kilometrů čtverečních. Z toho 220 kilometrů čtverečních činí půda a 7,3 kilometrů čtverečních voda. Východně od Edmondu se nachází Arcadia Lake, které slouží k rybaření pro metropolitní oblast Oklahoma City, také se zde nachází jezero Twin Bridges Lake.
Edmond leží v oblasti pískovcových kopců v centrální Oklahomě. Město spadá do geografického regionu známého jako Cross Timbers.

### Podnebí
Edmond náleží vlhkému subtropickému podnebí s častými změnami počasí. Léta bývají horká. Dlouhotrvající sucha často vedou k požárům. Nachází se v tornádovém pásu Tornado Alley.

## Demografie
Podle sčítaní lidu v roce 2010 zde žilo 81 405. Mělo 25 256 domácností a 18 588 rodin. Hustota zalidnění činila 360 obyvatel na kilometr čtvereční. Podle odhadů z roku 2013 ve městě žilo 87 004. Obyvatelstvo se skládá převážně z Bílých Američanů.

### Rasové složení
- 86,58 % Bílí Američané
- 4,04 % Afroameričané
- 2,27 % Američtí indiáni
- 3,26 % Asijští Američané
- 0,08 % Pacifičtí ostrované
- 0,90 % Jiná rasa
- 2,87 % Dvě nebo více ras

Obyvatelé hispánského nebo latinskoamerického původu, bez ohledu na rasu, tvořili 2,75 % populace.

### Struktura obyvatelstva podle věku
| Věk | 0 – 18 | 19 – 24 | 25 – 44 | 45 – 64 | 65 + |
| --- | ------ | ------- | ------- | ------- | ---- |
| %   | 27,5   | 11,3    | 29,6    | 22,8    | 8,8  |

## Ekonomika
V Edmondu sídlí obchodní řetězec Homeland. Také je zde University of Central Oklahoma, která patří mezi nejrychleji rostoucí univerzity v Oklahomě. Ekonomika je zaměřena hlavně na technologie, výrobu, stavebnictví, velkoobchod a maloobchod.

## Zajímavosti
Dne 20. srpna 1986 se ve městě odehrával masakr, když Patrick Sherrill přepadl místní poštu, kde zhruba po patnácti minutách zavraždil čtrnáct lidí a šest lidí postřelil.
Edmond je domovem Olympijské gymnastky Shannon Millerové.

## Vzdělání

### Střední školy
- Edmond Memorial High School
- Edmond North High School
- Edmond Santa Fe High School
- Deer Creek High School

### Vysoké školy
- University of Central Oklahoma
- Oklahoma Christian University

## Parky
V Edmondu se nachází mnoho parků.
- Bickham-Rudkin Park
- Brookhaven Park
- Centennial Park
- Chitwood Park
- Clegern Park
- Dog Park
- E.C. Hafer Park (nebo prostě Hafer Park)
- Fink Park
- Gossett Park
- J.L. Mitch Park (Mitch Park)
- Johnson Park
- Kelly Park
- Meadow Lakes Park
- Penick Park
- Shannon Miller Park
- Stephenson Park
- Ted Anderson Park
- Westborough Park
- Whispering Heights Park

## Fotogalerie

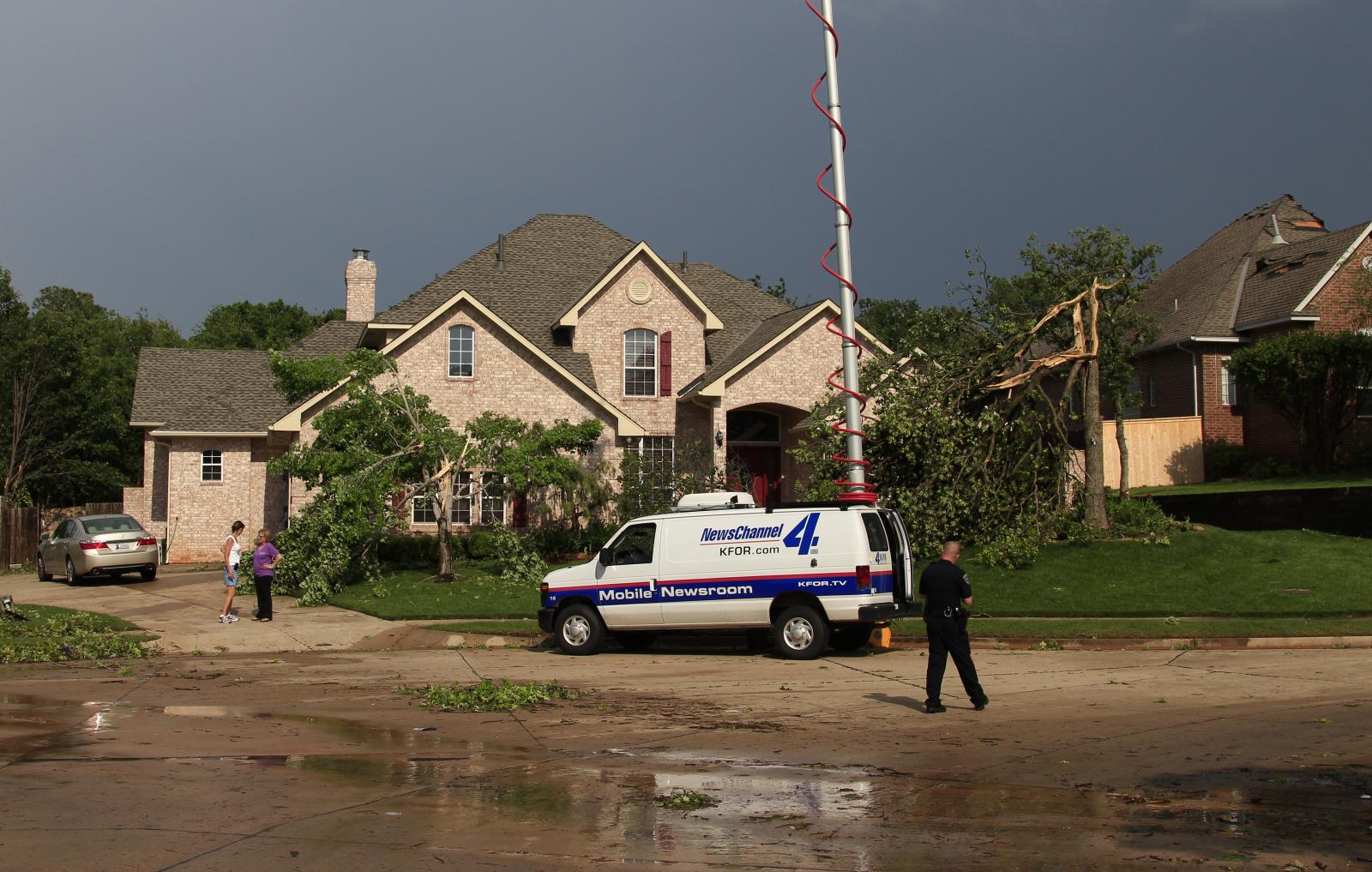
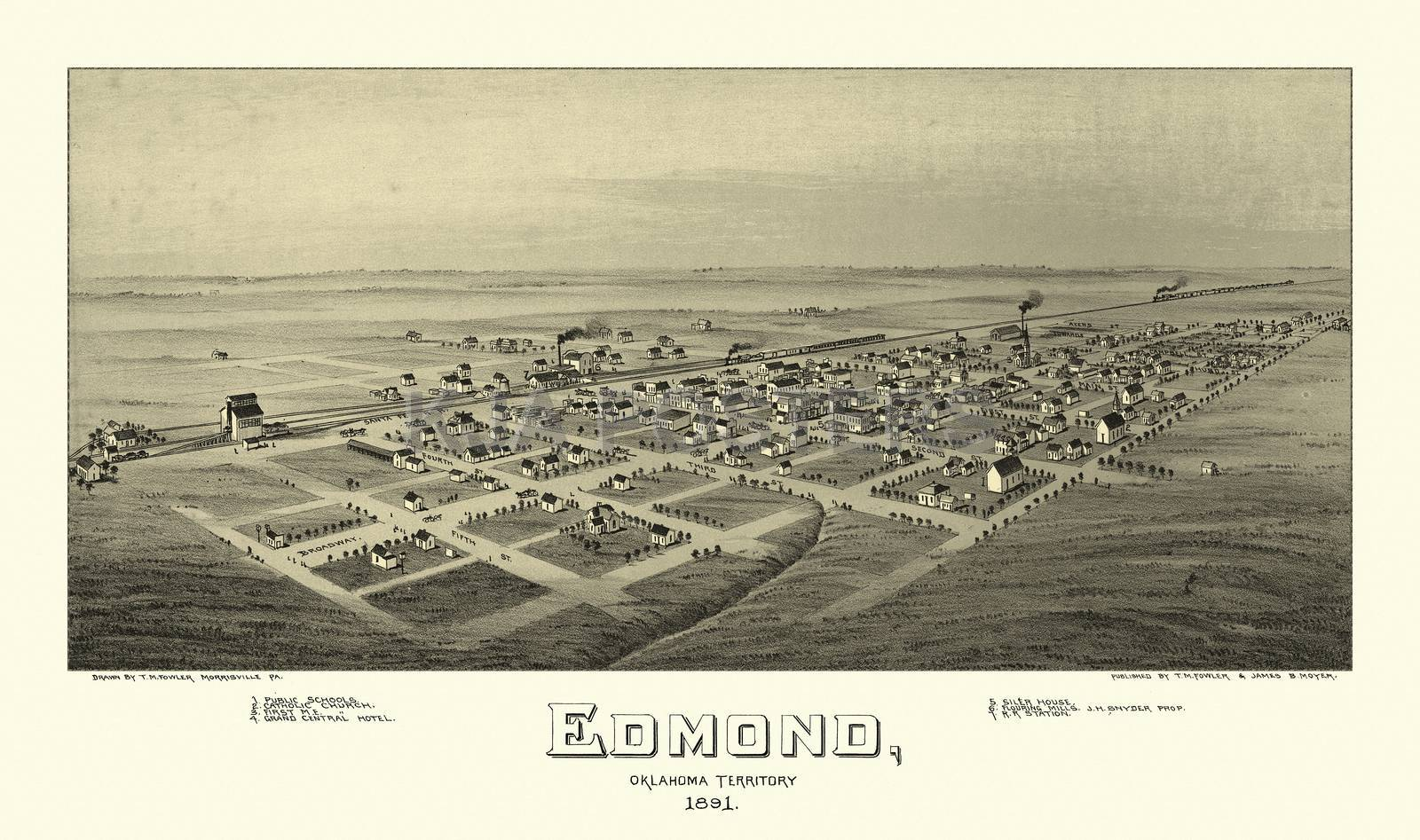